# Stará Turá
Stará Turá (în maghiară Ótura) este un oraș din Slovacia cu 10.539 locuitori.

## Demografie
| An:                | 1994   | 2004   | 2014   | 2024   |
| ------------------ | ------ | ------ | ------ | ------ |
| Număr de persoane: | 10.692 | 10.073 | 9172   | 8259   |
| Diferență:         |        | −5,78% | −8,94% | −9,95% |

| An:                | 2023 | 2024   |
| ------------------ | ---- | ------ |
| Număr de persoane: | 8379 | 8259   |
| Diferență:         |      | −1,43% |